# Осер
Осе́р (фр. Auxerre [o.sɛʁ]) — город и коммуна во Франции, префектура (административный центр) департамента Йонна. Расположен на берегах реки Йонна и занимает площадь около 40 км². Население 37 790 человек (1999).

## Описание
Название «Осер» происходит от латинского Autissiodorum (с различными вариантами). Он был значительным центром и в галльские, и в римские времена. По церковному преданию епископ Герман Осерский в V веке заложил церковь, вокруг которой в эпоху Каролингов сформировалось аббатство, ныне всемирно известное как Аббатство Сен-Жермен. Соборная церковь аббатства неоднократно перестраивалась в XI—XVI веках (преимущественно в готическом стиле, с витражами XIII века). Параллельно шло строительство и церкви св. Евсевия. Епископская усыпальница расположена в её крипте (IX века), там же покоятся святые мощи епископа Аарона Осерского.
В раннем Средневековье город был центром одноимённой епархии. Епископы Осера обладали функциями графа и епископа одновременно. При этом епископы давали фьефы сеньорам, беря с них дань. В VIII—IX веке образовано графство Осер. В XI веке оно оказалось объединено с графствами Невер и Тоннер. Объединение сохранялось до второй половины XIII века.
В 1273 году графство посредством брака перешло под управление Жана I де Шалона, сеньора де Рошфор, ставшего родоначальником дома Шалон-Осер.
В 1370 году Жан IV де Шалон-Осер продал графство Осер королю Франции за 31 000 ливров. Окончательное присоединение Осера к Франции состоялось только в 1490 году.
В Осере производится знаменитое вино шабли.
Очень популярен в городе футбольный клуб «Осер». Он оставался единственной французской командой, которая за всю свою историю никогда не покидала высшего футбольного дивизиона страны. Тем не менее по итогам сезона 2011/12 клуб занял последнее (20-е) место и выбыл в Лигу 2.

## Климат
Климат Бургундии — полуконтинентальный с жарким летом и холодной зимой.
| Показатель                                    | Янв. | Фев. | Март | Апр. | Май  | Июнь | Июль | Авг. | Сен. | Окт. | Нояб. | Дек. | Год   |
| --------------------------------------------- | ---- | ---- | ---- | ---- | ---- | ---- | ---- | ---- | ---- | ---- | ----- | ---- | ----- |
| Средний максимум, °C                          | 5,6  | 7,7  | 10,9 | 14,7 | 18,6 | 22,1 | 24,9 | 24,3 | 21,4 | 16,3 | 9,7   | 6,2  | 15,2  |
| Средняя температура, °C                       | 2,9  | 4,2  | 6,7  | 9,7  | 13,4 | 16,7 | 19,1 | 18,7 | 16,0 | 11,9 | 6,4   | 3,5  | 10,8  |
| Средний минимум, °C                           | 0,1  | 0,7  | 2,5  | 4,7  | 8,2  | 11,4 | 13,3 | 13,1 | 10,7 | 7,5  | 3,2   | 0,8  | 6,4   |
| Норма осадков, мм                             | 54,2 | 50,1 | 49   | 43,4 | 74,9 | 62,5 | 47,2 | 54,9 | 52,1 | 58,1 | 52,8  | 57,3 | 656,6 |
| Источник: infoclimat.fr - Auxerre (1961-1990) |      |      |      |      |      |      |      |      |      |      |       |      |       |